# Alexander Barclay
Alexander Barclay (* um 1476 wahrscheinlich in Schottland; † 10. Juni 1552 in Croydon (Surrey)) war ein englischer humanistischer Dichter.

## Leben und Werk
Barclay studierte in Oxford oder Cambridge und wurde Priester am Kolleg zu St. Mary Ottery in Devon, in welcher Stellung er nach einem Gedicht Pierre Gringoires das allegorische Gedicht The Castell of Laboure (London 1506) veröffentlichte sowie wohl nach einer lateinischen Bearbeitung eine sehr freie Übersetzung von Sebastian Brants Narrenschiff verfasste, die den Titel The Shyp of Folys of the Worlde trägt. Dieses Werk wurde von Richard Pynson (London 1509, neue Auflage 1570) gedruckt, wobei von der ersten Ausgabe von 1509 nur wenige Exemplare vorhanden sind.
Um 1511 trat Barclay als Benediktinermönch in das Kloster von Ely, wo er nach Dominic Mancinis lateinischem Gedicht De quatuor virtutibus den Myrrour of Good Maners schrieb, der auch von Pynson gedruckt wurde. Vermutlich ebenfalls in Ely verfasste Barclay seine fünf Eclogues (1515–1521), die ersten in englischer Sprache. Diese sind moralisch-satirische Pastoralgedichte. Die drei ersten von ihnen stellen Paraphrasen der Miseriae curialium des Aeneas Sylvius Piccolomini dar. Die Eclogues wurden öfter, einige Mal auch unter dem Titel The miseries or miserable lives of courtiers gedruckt. Durch Reisen in Holland, Deutschland, Frankreich und Italien war Barclay mit den Sprachen dieser Länder vertraut geworden und verfasste selbst ein dem Herzog von Norfolk gewidmetes Introductory to wryte and to pronoynce Frenche (London 1521).
Nach der Ausübung seines geistlichen Amtes in Ely wurde Barclay Franziskaner in Canterbury, billigte dann offenbar die von König Heinrich VIII. verordnete Einführung des Protestantismus in England, wurde nach der Aufhebung der Klöster Geistlicher in Wokey in Somerset, 1552 Rektor von All Hallows in London und starb kurz darauf im Juni desselben Jahres in Croydon.
Barclay hatte auch eine englische Übersetzung von Sallusts Jugurthinischem Krieg geliefert (gedruckt um 1557), wie er überhaupt zu den ersten englischen Popularhumanisten gehörte.